# Jacques Nompar de Caumont
Jacques Nompar de Caumont (Castell de la Force, 29 de desembre de 1558 - Brageirac, Dordonya, 10 de maig de 1652) marquès i 1r duc de La Force, par de França, lloctinent general dels exèrcits francesos a Itàlia, la Lorena, Països Baixos i Alemanya.
Segon fill de François de Caumont, senyor de Castelnau, i de Philippa de Beupoil, senyora de La Force. Prengué part en diversos fets d'armes, en que destacà, durant els regnats d'Enric III i Enric IV. El 1586 defensà Marans i seguí Enric IV a les campanyes de 1587 i 1588, sent conseller i camarlenc, va combatre a Arques (1589), a Ivry i al setge de París (1590). Lloctinent de Navarra i del Bearn el 1593, va estar al setge de Laon (1594), a Fontaine-France (1595), al setge de La Fère (1596) i a la presa d'Amiens (1597).
En temps de Lluís XIII s'afilià al partit del bearnesos, revoltant-se en armes contra el sobirà. El rei dispensà el greuge donant-li el bastó de mariscal de França el 1622; presidí l'Assemblea de notables (1626). el rei l'envià a Itàlia en qualitat de general de l'exèrcit francès del Piemont en auxili del Duc de Màntua, on dirigí la batalla de Cariñano. El 1631 comandava els exèrcits de la Lorena. El 1632 l'avantguarda que va fer aixecar el setge de Casal. L'any següent, s'apoderà, després de forts combats, de diverses poblacions, havent-se rendit la plaça forta de la Mothe a la Lorena l'any 1634. Sent general de l'exèrcit francès a Alemanya, feu aixecar el setge que els imperials tenien posat a Philipsburg, subjugà la capital del Palatinat i assegurà el protectorat de França a l'Alsàcia. Als vuitanta anys es retirà de la milicià, després d'haver pres part en els setges de Corbie (1636) i de Saint-Omer (1638), dirigint les tropes a la Picardia (1636), a Flandes i Artois (1638).
S'havia casat en primeres núpcies (5 de febrer de 1577) amb Charlotte de Gontaut, (1561–juny 1635), filla d'Armand de Gontaut, baró de Biron, mariscal de França, i de Joana, senyora d'Ornezan: en segones, amb Anna Mornay du Plessis, vídua de Jacques de Nosches, senyor de La Tabarrarière, filla de Mornay, senyor du Plessis-Marly, i de Charlotte Duplessis-Mornay, i en terceres amb la senyora Elisabeth de Clermont-Galerande, vídua de Gédéon de Bodtselles, baron de Languerach, i filla de Georges de Clermont, marquès de Galerande, i de Marie Clutin. L'última esposa premorí al duc de La Force, que morí als noranta-tres anys.